# كأس سقراط
كأس سقراط (بالهولندية: De Socrates-wisselbeker) جائزة سنوية تُمنَح لأفضل كتاب فلسفي باللغة الهولندية تتوفر فيه شروط أقلها ثلاثة، هي أن يكون الموضوع الفلسفي المتَنَاوَل: موضوع ملح عليه، وأصيل ومثير. توزع الجائزة أثناء ما يسمى بليلة الفلسفة. منحت الجائزة منذ حلتها الجديدة لأول مرة سنة 2002 للفيلسوف الهولندي ميشيل ليزنبرغ من أجل كتابه «الفلسفة الإسلامية: تاريخ» الذي أصدره عام 2001. وفاز هذه السنة 2014 بالجائزة البلجيكي باول فان تونغرن (Paul van Tongeren) من أجل كتابه «الحياة فن» الذي صدر عام 2013 وهو بهذا أول كاتب من خارج هولندا يفوز بالجائزة.